# Ilka
Ilka je žensko osebno ime.

## Izvor imena
Ime Ilka je različica moškega osebnega imena Elija.

## Pogostost imena
Po podatkih Statističnega urada Republike Slovenije je bilo na dan 31. decembra 2007 v Sloveniji število ženskih oseb z imenom Ilka: 18.

## Osebni praznik
V koledarju je ime Ilka skupaj z imenom Elija; god praznuje 20. julija.